# Joseph von Führich
Joseph Von Führich sau Josef Ritter Von Führich (n. 9 februarie 1800, în Kratzau, Boemia -- d. 13 martie 1876, Viena) a fost un pictor austriac adept al mișcării artiștilor germani de la începutul secolului al XIX-lea reuniți în Mișcarea Nazarinenilor.

## Biografie
Joseph Von Führich s-a născut în orașul Kratzau din Boemia în data de 9 februarie 1800. El a fost profund impresionat de picturile care împodobeau capelele din țara sa. Prima încercare de a realiza o compoziție a fost o schiță a Nașterii Domnului cu ocazia Crăciunului pe care a făcut-o în casa unde locuia cu părinții săi. Führich a urmat cursurile Academiei de Arte Frumoase de la Praga. Primele surse de inspirație pe care Führich le-a avut, au fost litografiile lui Albrecht Dürer și Peter von Cornelius cu care s-a ilustrat opera Faust a lui Goethe. Ca urmare a studiilor pe care Führich le-a făcut după aceste litografii a rezultat seria de lucrări intitulate Genofeva.
Führich a fost un adept al Mișcării Nazarinene și deci, implicit, el a fost un artist romantic religios care a urmărit să dea o formă nouă subiectelor biblice, readucând în actualitate spiritul lui Dürer.
Führich a murit în Viena. Autobiografia a fost publicată în 1875, și un memoriu de fiul său Lucas, în 1886.

## Galerie

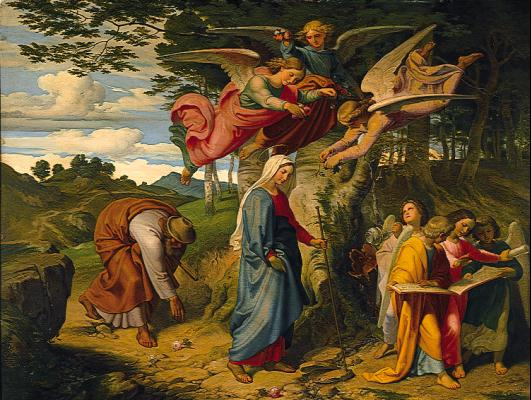
Călătoria Mariei peste munți, (1841)
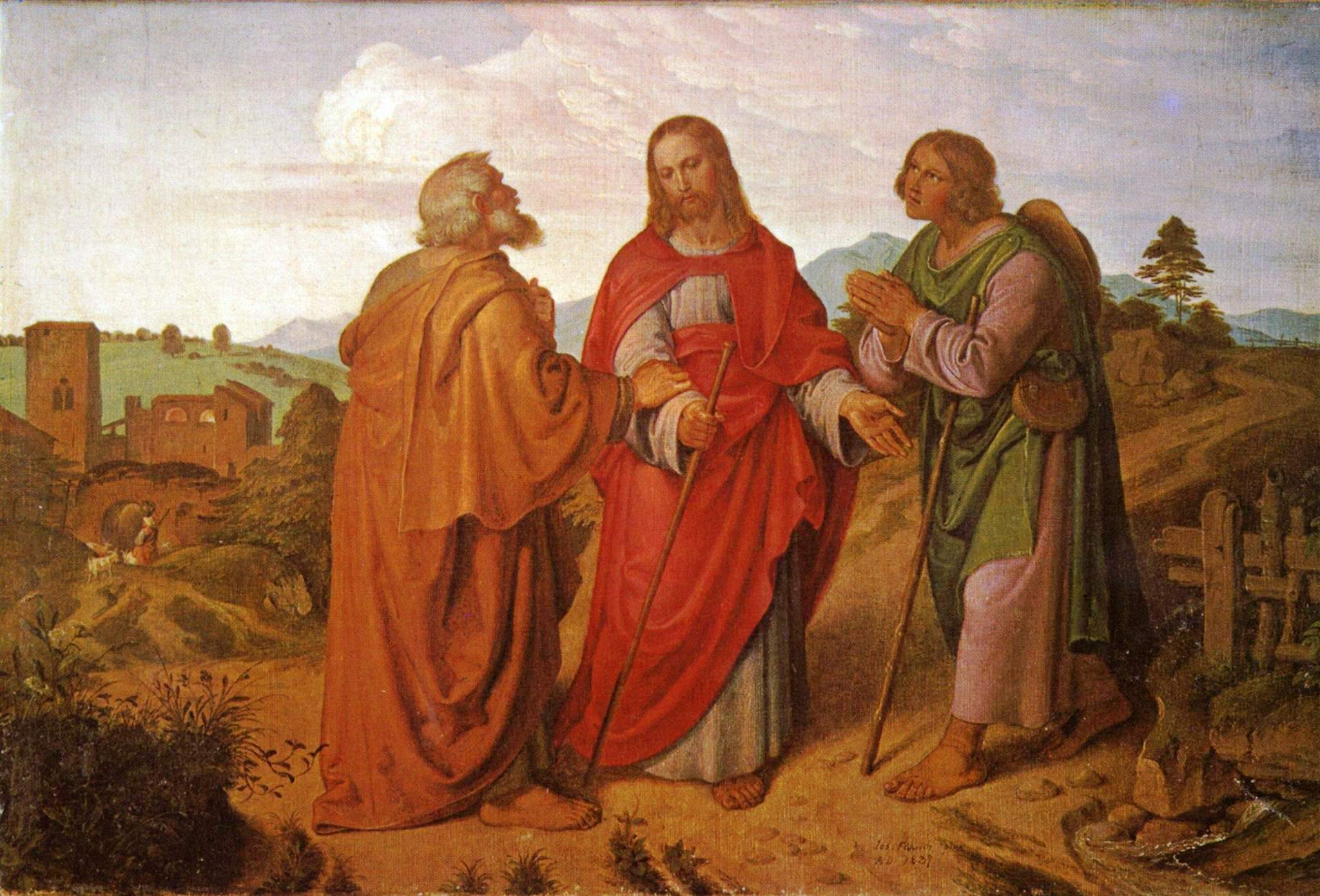
Drumul spre Emaus, (1837)
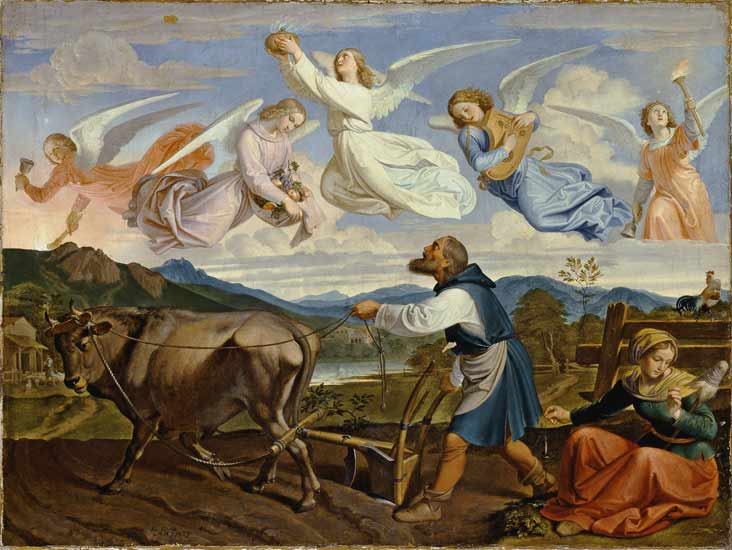
Visul Sfântului Isidor, (1830)
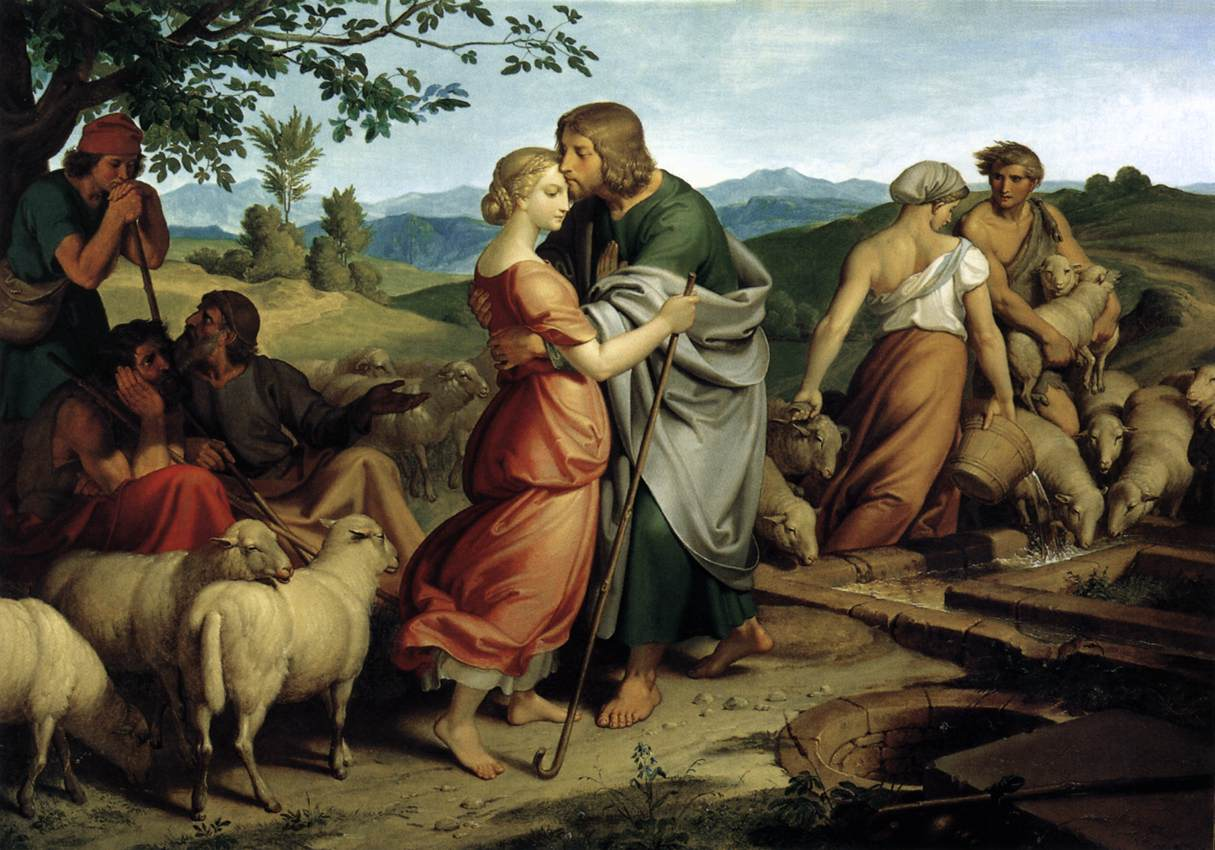
Jacob și Rachel cu turma tatălui ei, (1836)

## Articole conexe
- Listă de artiști plastici și arhitecți austrieci